# Cephaloscyllium albipinnum
Cephaloscyllium albipinnum és una espècie de peix de la família dels esciliorrínids i de l'ordre dels carcariniformes.

## Morfologia
- Els mascles poden assolir 101 cm de longitud total.[4][5]

## Hàbitat
És un peix marí de clima temperat que viu entre 126-554 m de fondària.

## Distribució geogràfica
Es troba al sud d'Austràlia.